# (3007) Reaves
(3007) Reaves ist ein Asteroid des Hauptgürtels, der am 17. Oktober 1979 vom amerikanischen Astronomen Edward L. G. Bowell an der Anderson Mesa Station (IAU Code 688) des Lowell-Observatoriums in Coconino County entdeckt wurde.
Benannt wurde der Asteroid nach Gibson Reaves, der als Astronom und Historiker an der University of Southern California arbeitet. Er ist Experte auf dem Gebiet der Zwerggalaxien.